# أرمن بلجيكا

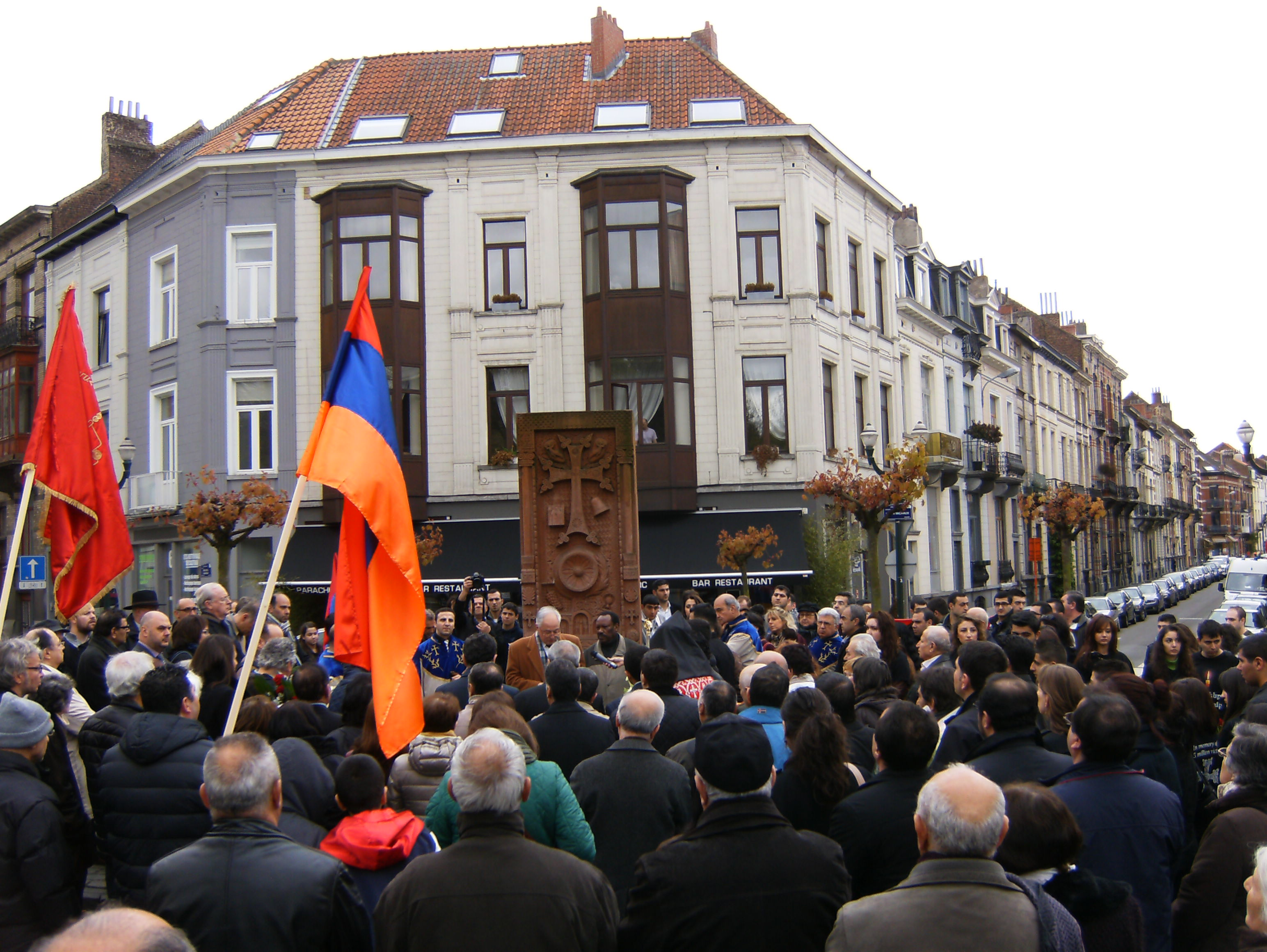
إحياء ذكرى مذابح الأرمن أمام النصب التذكاري للإبادة الجماعية الأرمنية في بروكسل عام 2012.

على الرغم من أن أعداد أرمن بلجيكا غير معروفة، الا أنّ أرقام غير رسمية تقدّر أعدادهم بحوالي 30,000 نسمة وتمثلهم اللجنة الأرمنية البلجيكية. وتعد بلجيكا واحدة من الدول التي تعترف بالإبادة الأرمنية عام 1998.
تشير بعض السجلات أن وجود الأرمن في بلجيكا يعود للقرن الرابع من خلال كهنة وتجار ومثقفين أرمن. لكن الوجود الفعلي للأرمن بدأ من خلال التجار الأرمن ابتداءًا من النصف الأول من القرن الرابع عشر من خلال تجارة السجاد والمجوهرات في بروج. قبل 1478 بدأ الأرمن في إنشاء المستشفيات في بروج، وبدأ التجار الأرمن أيضًا بإستيراد سلع القطن والتوابل والعطور وغيرها من المواد القادمة من المشرق وتصدير السلع الأوروبية إلى الأسواق في الشرق. واستمر وجودهم في القرن الخامس عشر.
في حين أن وجود الأرمن في بلجيكا لم ينقطع على مر القرون، فإن حجم المجتمع بدأ في النمو بشكل ملحوظ في نهاية الحرب العالمية الأولى مع النزوح القسري الجماعي للأرمن من تركيا بعد الإبادة الجماعية للأرمن عام 1915. تبعها وصول مجموعات كبيرة من الأرمن والتي جاءت من إيران في عام 1970، ومن لبنان وسوريا ومؤخرًا من أرمينيا.
تشتهر بعض العلامات التجارية الأرمنية في قطاع التبغ مثل دافروس، وأراكس، ومعروف وإنفي. وتملك هذه العلامات التجارية أسر وعائلات أرمنية معظمها من المهجرين من تركيا بعد 1915، والذين كانوا قد استقروا في بلجيكا في مطلع القرن العشرين. ومن العائلات التي تحتكر صناعة التبغ عائلات أرمنية مثل ماتوسيان، وميسيريان، وتشيكرتيان. واحدة من القطاعات الهامة التي يتفوق الأرمن البلجيكيين فيها هي تجارة ألماس في منطقة الألماس في أنتويرب عاصمة الألماس في العالم؛ إذ أنه إلى جانب اليهود الحاسيديم والهنود الجانيين يهيمن الأرمن والموارنة على سوق تجارة ألماس.
ترأست أسرة باساميان نادي الألماس المرموق في بلجيكا في عام 1920، ومن العائلات الأرمنية المرموقة العاملة في سوق الألماس كل من أسرة ابيكجيان، وتشيكرتيان وهامبارتسيان وهي من أكبر الأسماء في الأعمال التجارية البلجيكية. وعلى خطاهم تمتلك أسر أرمنية أخرى شركات مرموقة وكبيرة في صناعة وتجارة الألماس ومنها عائلة أرتينيان، وأوسكانيان، وبارساميان، وآصلانيان، وأرسلانيان، وهامبارتسوميان، وإيبكجيان وتشيركيزيان.
للأرمن في بلجيكا حاليًا عشرات الكنائس والمدارس وجمعياتهم الخيرية ومراكزهم الثقافية والاجتماعية، الصحف الخاصة والمدارس، والأغلبية من أرمن بلجيكا تنتمي إلى الديانة المسيحية ومذهب مذهب الكنيسة الرسوليّة الأرمنيّة إلى جانب أقليات تنتمي إلى كنيسة الأرمن الكاثوليك والكنيسة الأرمنية الإنجيلية.

## مواقع خارجية
- Committee of Belgian Armenians
- http://www.armenian-belgium.be
- Diplomatic Missions of the Republic of Armenia in Brussels